# 梅里美数据库
梅里美数据库（法語：Base Mérimée，法語發音：[baz meʁime]）是法国建筑遗产的数据库，由法国文化部创建和维护。其创建于1978年，于1995年上线，涵盖宗教、家庭、农业、教育、军事和工业建筑，并细分为三个领域：历史遗迹、总清单和建筑（包括卓越的当代建筑）。该数据库定期更新，截至2020年10月包含超过320,000个条目。该数据库以法国作家、历史学家兼历史遗迹监察长普羅斯佩·梅里美的名字命名，他于1840年发表了第一份历史遗迹调查报告。